# متحف بالتيمور للفن
متحف بالتيمور للفن (بالإنجليزية: Baltimore Museum of Art)‏ يقع في مدينة بالتيمور في ولاية ميريلاند، وتأسس عام 1914.
بنى على الطراز الروماني، ويضم أكبر مجموعة من اللوحات تنتمي إلى القرن التاسع عشر. كذلك لوحات كثيرة في الفن المعاصر والحديث. فبالمتحف حوالي 90 ألف لوحة فنية. ويقع المتحف متاخما لجامعة جونز هوبكنز.
يضم المتحف أعمالا لفنانين منهم ماتيس وبيكاسو وسيزان ومانيه وديغا وغوغان وفان غوخ ورينوار.

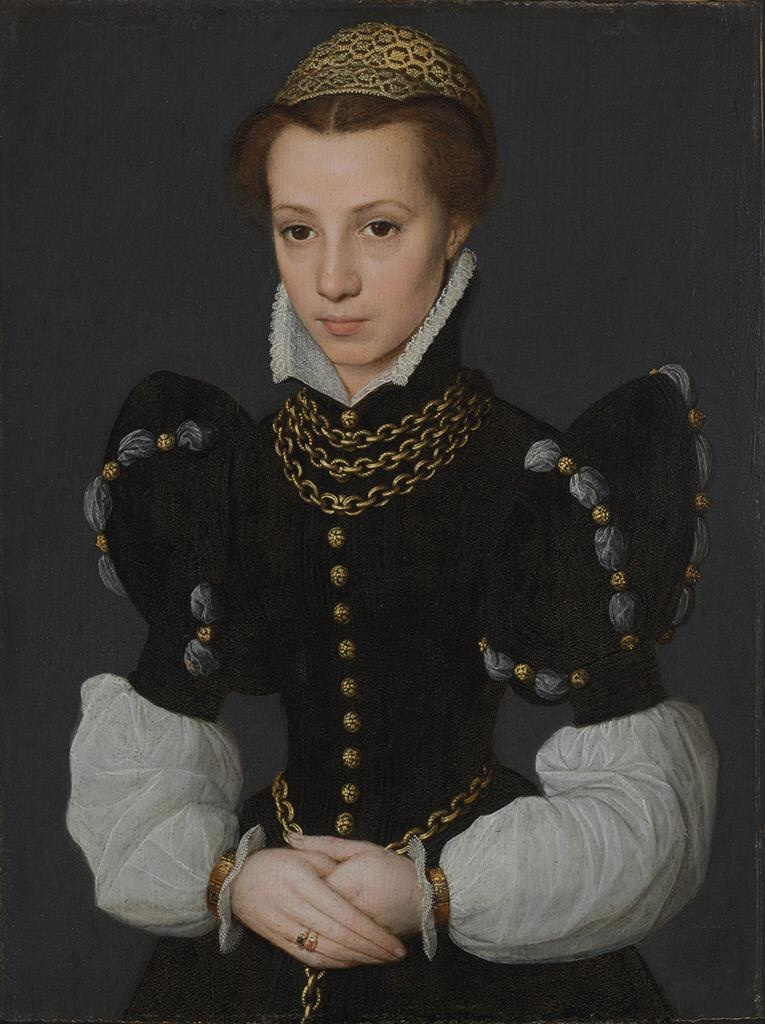
بورترية سيدة بريشة كاثرينا فان هيمسن 1560. متحف بالتيمور للفن